# Sebastian Kapsamer
Sebastian Kapsamer (* 21. Februar 2003 in Linz als Sebastian Breuer) ist ein österreichischer Fußballspieler.

## Karriere

### Verein
Kapsamer begann seine Karriere beim ASKÖ SC Kirchberg-Thening. Zur Saison 2014/15 wechselte er zur Union Edelweiß Linz. Ab März 2015 spielte er beim ASKÖ Leonding, ehe er zur Saison 2015/16 zur Union Edelweiß Linz zurückkehrte. Zur Saison 2017/18 kam er in die AKA Linz.
Im Juni 2020 debütierte er für seinen Stammklub FC Juniors OÖ in der 2. Liga, als er am 20. Spieltag der Saison 2019/20 gegen den FC Wacker Innsbruck in der Startelf stand. In drei Spielzeiten für die Juniors in der 2. Liga kam er zu insgesamt 42 Einsätzen, in denen er ein Tor erzielte. Nach der Saison 2021/22 zogen sich die Juniors allerdings aus der 2. Liga zurück. Daraufhin wechselte Kapsamer zur Saison 2022/23 leihweise zum Zweitligisten SKU Amstetten. Für den SKU kam er während in der Saison 2022/23 zu 16 Zweitligaeinsätzen. In der Saison 2023/24 absolvierte er in der Hinrunde nur noch ein Spiel.
Im Jänner 2024 wechselte er daraufhin zu den Amateuren der SV Ried.

### Nationalmannschaft
Kapsamer spielte im Oktober 2017 erstmals für eine österreichische Jugendnationalauswahl. Im Juni 2021 debütierte er gegen Italien für die U-18-Auswahl. Im September 2021 gab er gegen die Türkei sein Debüt im U-19-Team.